# Margarita Valldaura
Margarita Valldaura Sirvent (València?, 1505 - Bruges, 11 d'octubre de 1552) fou una burgesa valenciana, esposa de Joan Lluís Vives.
Margarita Valldaura, filla de Bernat Valldaura i de Clara Sirvent, va nàixer probablement a València l'any 1505, però la seua família d'acomodats comerciants valencians d'origen jueu es va traslladar al cap de poc a Bruges, una pròspera ciutat dels Països Baixos considerats en aquell temps una prolongació de la corona espanyola. Les acusacions d'heretgia per part de la Inquisició els havien portat, com a tants altres jueus conversos, a un exili forçós. La família Valldaura, emparentada amb la mare de Joan Lluís Vives, va acollir l'humanista en hostalatge durant dotze anys, quan el 1512 va deixar la Sorbona de París. Margarita era en aquell moment una xiqueta de set anys de la qual Vives va ser mestre i preceptor. Anys més tard, el 26 de maig de 1524, es van casar a Bruges amb la general aprovació dels seus acostats. En aquells dies, Vives era ja un reputat escriptor que, amb el seu matrimoni, trencava amb la tradició medieval de l'intel·lectual eclesiàstic consagrat a la saviesa. Intel·lectual i laic, va triar la seua esposa per la seua ingènua i honesta educació i prompte el matrimoni es va traslladar a Oxford, on el filòsof ensenyava en la universitat, a més de ser lector al palau d'Enric VIII i tutor de la seua filla Maria, fruit del seu matrimoni amb Caterina d'Aragó.
Després del divorci d'Enric VIII i del seu nou matrimoni amb Anna Bolena, el matrimoni Vives va haver de tornar a Bruges i es va instal·lar en la casa de la família Valldaura. La situació econòmica havia empitjorat i Vives, de salut trencadissa, s'hagué de fer càrrec de tota la família, pràcticament arruïnada després de la defunció del seu sogre. El 1533, els successius atacs de gota de l'humanista van dur Margarita a assumir un nou paper en la parella. Així, va començar a escriure al dictat les obres de Vives quan a ell li resultava costós fer-ho; passava a net els seus apunts de classes i les xerrades de temps anteriors, els enviava a la impremta i en corregia les proves. El 1539, la malaltia es va anar agreujant i amb això la penúria econòmica. Margarita Valldaura, però, va continuar rescatant i corregint escrits encara no publicats per a enviar-los a pensadors i amics, que van contribuir a publicar-los, fins que, gràcies a la seua persistència, van remuntar les dificultats.

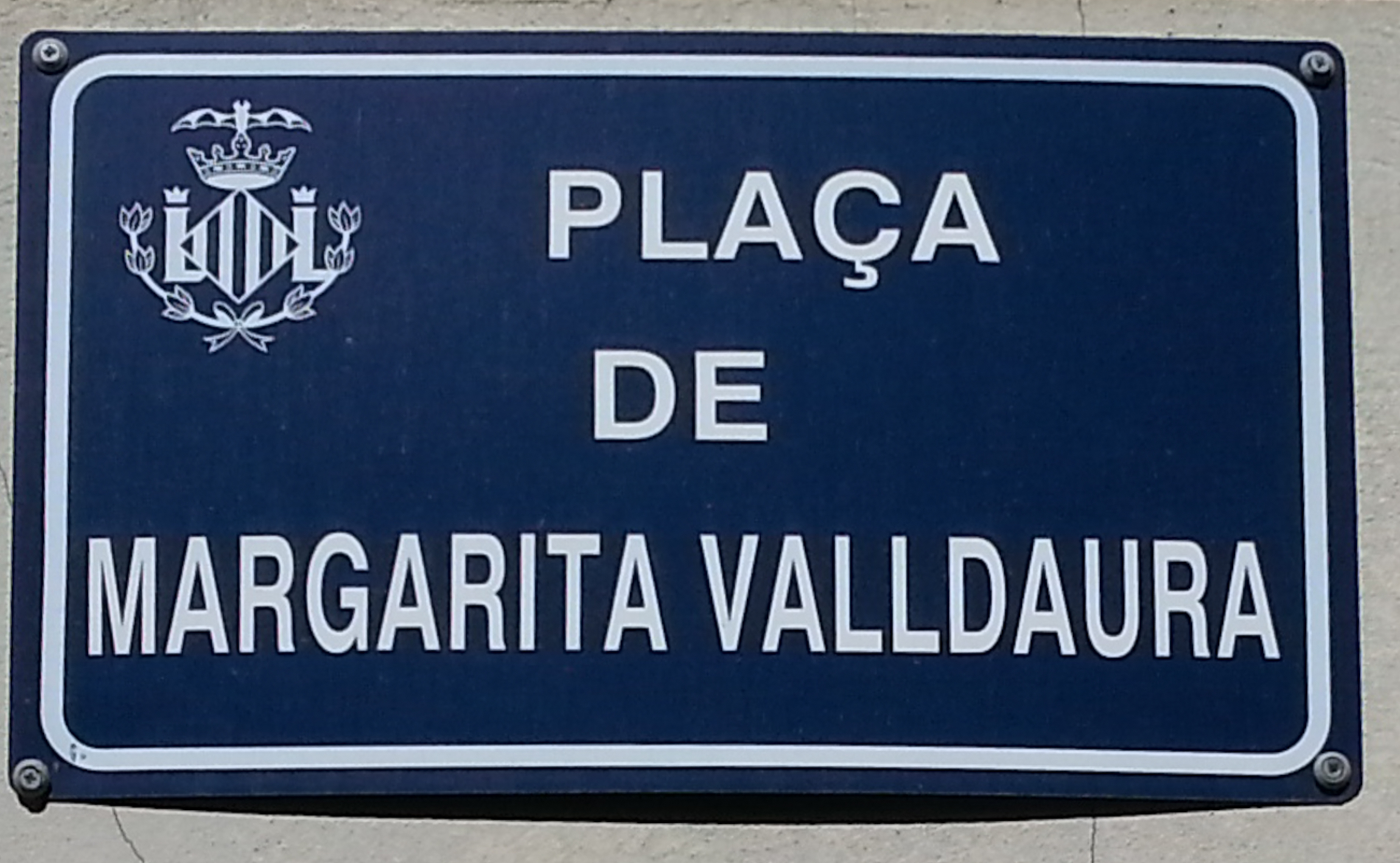
Des de 1965, una plaça de València porta el nom de Margarita Valldaura

A la mort de Joan Lluís Vives, Margarita, que no havia tingut fills, tenia trenta-cinc anys. Quan ella va morir, dotze anys més tard, l'11 d'octubre de 1552, fou inhumada a la tomba de sant Donacià, en la qual van sepultar les seues restes junt a les del seu espòs. S'hi va erigir una taula que representava ambdós i en què hi havia escrit: “[…] Margarita Valldaura, dama de rara honestedat i en grau extrem semblant al seu marit en tots dots de l'esperit, veu del sexe femení, i a ambdós units com sempre van viure en ànima i cos i ací lliurats a la terra, a l'una els dos”.
Una plaça de la ciutat de València, on segons la tradició hi ha la casa natal de Vives, porta des de 1965 el nom de Margarita Valldaura.